# Línia H8 de la Xarxa Ortogonal d'Autobusos de Barcelona
La línia H8 és una línia d'autobús de trànsit ràpid que pertany a la Xarxa Ortogonal d'autobusos urbans de Barcelona. Recorre Barcelona en horitzontal des de Bon Pastor fins a la parada de metro Ernest Lluch. Va ser posada en marxa al novembre de 2013.
En direcció a Bon Pastor, la línia comença el seu recorregut al camí de la Torre Melina i enllaça amb la carretera de Collblanc fins al carrer del Cardenal Reig, des d’on baixa el carrer d’Arístides Maillol, enllaça amb la travessera de les Corts fins al carrer de Numància i tomba pel carrer de Berlín i l’avinguda de Josep Tarradellas. A la plaça de Francesc Macià, continua per l’avinguda Diagonal i es desvia pel carrer del Rosselló fins al passeig de Sant Joan, per on enfila fins al carrer de la Indústria. Més endavant, al carrer de Las Navas de Tolosa, connecta amb l’avinguda Diagonal, continua fins al carrer de Garcilaso i tomba pels carrers de Berenguer de Palou, del Pare Manyanet, de Josep Soldevila, del Segre, de Sant Adrià, de Ferran Junoy i de São Paulo fins al carrer de Sas, on hi ha el final de la línia.
En direcció a Metro Ernest Lluch, la línia comença el seu recorregut al carrer de Sas i tomba pels carrers de Sant Adrià, de la Ciutat d’Asunción, el passeig de l’Havana i el carrer de Josep Soldevila. Després enfila la rambla de l’Onze de Setembre fins al carrer Gran de Sant Andreu i el carrer Gran de la Sagrera. A continuació, gira pel carrer de Garcilaso, connecta amb l’avinguda Meridiana i torna a girar pel carrer de Sant Antoni Maria Claret fins al passeig de Sant Joan. Més endavant, es desvia pel carrer de Còrsega fins a l’avinguda Diagonal i, a la plaça de Francesc Macià, gira per l’avinguda de Josep Tarradellas fins a l’avinguda de Sarrià. Finalment, agafa la travessera de les Corts i la carretera de Collblanc fins al camí de la Torre Melina, on hi ha el final de la línia.
Amb la posada en marxa d'aquesta línia, la línia 15 va deixar de circular de manera definitiva.

## Àrees d'intercanvi
- Àrea d'intercanvi Carles III
- Àrea d'interca.es Corts
- Àrea d'intercanvi Jardinets de Gràcia
- Àrea d'intercanvi Jardinets de la Indústria

## Horaris
| H8        | Primer servei   | Primer servei | Darrer servei   | Darrer servei |
| H8        | A: Ernest Lluch | A: Bon Pastor | A: Ernest Lluch | A: Bon Pastor |
| Feiners   | 05:35           | 05:05         | 23:30           | 23:25         |
| Dissabtes | 05:35           | 07:30         | 23:30           | 22:30         |
| Festius   | 08:00           | 09:20         | 23:00           | 22:20         |